# Inre Rustjärnen
Inre Rustjärnen är en sjö i Bodens kommun i Norrbotten och ingår i Luleälvens huvudavrinningsområde. Sjön har en area på 0,09 kvadratkilometer och ligger 78,1 meter över havet.

## Delavrinningsområde
Inre Rustjärnen ingår i det delavrinningsområde (733028-175670) som SMHI kallar för Utloppet av Yttre Hollsvattnet. Medelhöjden är 90 meter över havet och ytan är 20,39 kvadratkilometer. Räknas de 13 avrinningsområdena uppströms in blir den ackumulerade arean 163,94 kvadratkilometer. Bodån (Flarkån) som avvattnar avrinningsområdet har biflödesordning 2, vilket innebär att vattnet flödar genom totalt 2 vattendrag innan det når havet efter 60 kilometer. Avrinningsområdet består mestadels av skog (64 procent). Avrinningsområdet har 6,45 kvadratkilometer vattenytor vilket ger det en sjöprocent på 31,6 procent.